# 정읍 운학리 고분군
정읍 운학리 고분군(井邑 雲鶴里 古墳群)은 대한민국 전북특별자치도 정읍시 영원면 운학리, 천태산 서쪽 구릉지대에 있는 3기의 무덤들이다. 1981년 4월 1일 전라북도의 기념물 제58호로 지정되었다.

## 개요
천태산 서쪽 구릉지대에 있는 3기의 무덤들이다. 현재 봉분은 유실이 심하여 높이 2m, 길이 14m 정도의 원형무덤으로 처음에는 4m 정도의 높이였을 것으로 생각된다. 무덤은 구덩식돌방무덤(수혈식석실묘)으로 높은 봉분을 가지고 있는데 이러한 형태는 이 지방 특유의 양식으로 백제 전기에 속한다. 도굴에 의해 파괴된 무덤을 정리 조사한 결과 일부 유물이 일본 천황릉의 배총에서 출토된 것들과 같은 유형이었다.
운학리 무덤들은 백제 문화의 일본 전파와 두 나라의 관계를 이해하고 연구하는 데 중요한 자료이다.

## 참고 자료
- 운학리고분군 - 국가유산청 국가유산포털